# Unione Sportiva Catanzaro
A Unione Sportiva Catanzaro, abreviada como U.S. Catanzaro e conhecida mais simplesmente como Catanzaro, é uma equipe de Futebol italiana com sede na cidade de Catanzaro.

## História
Fundada em 1929, disputa naquele ano o primeiro campeonato italiano. No curso da História da Unione Sportiva Catanzaro a equipe foi refundada duas vezes: em 2006 e em 2011, ambas as vezes por questões financeiras.
As cores oficiais do Catanzaro são o amarelo e o vermelho, o seu simbolo é a Águia-imperial, simbolo da cidade de Catanzaro e a equipe disputa as partidas como mandante no estádio Estádio Nicola Ceravolo, construido em 1919, o estádio mais antigo da Calabria. O clube é de propriedade de Giuseppe Cosentino a partir da refundação de 2011.
Na temporada 2014-2015 a equipe milita na Lega Pro.
Na temporada da Série C de 2022-23,o clube conseguiu o acesso para a Série B após ficar 17 anos fora da competição.
Na sua história conta com sete temporadas na Serie A, das quais cinco consecutivas. Foi a primeira equipe da Calabria a disputar a divisão principal do Campeonato Italiano sendo sua melhor colocação a sétima, alcançada duas vezes consecutivas, nas temporadas 80/81 e 81/82.

## Elenco atual
Última atualização: 4 de dezembro de 2024.